# TNFRSF12A
TNFRSF12A, или Tweak-рецептор (англ. tumor necrosis factor receptor superfamily, member 12A) — мембранный белок, рецептор из надсемейства рецепторов факторов некроза опухоли. Продукт гена человека TNFRSF12A.

## Функции
TNFRSF12A входит в многочисленное надсемейство рецепторов факторов некроза опухоли (TNFR). Является рецептором для фактора TNFSF12 (Tweak). Слабый инициатор апоптоза в некоторых типах клеток. Играет роль в ангиогенезе и пролиферации эндотелиальных клеток. Может модулировать клеточную адгезию к белкам внеклеточного матрикса.

## Структура
Небольшой белок, состоит из 129 аминокислот, молекулярная масса — 13,9 кДа. После созревания и отщепления сигнального пептида остаётся 102 аминокислоты. N-концевой внеклеточный домен содержит 1 атипичный повтор TNFR-Cys. Кроме этого, домен содержит до 3 внутримолекулярных дисульфидных связей.
Связывается с цитозольными адаптерными белками TRAF1, TRAF2 и, возможно, с TRAF3.

## Тканевая специфичность
Высокая экспрессия рецептора наблюдается в сердце, плаценте и почках. Кроме этого, экспрессирован в лёгких, скелетных мышцах и поджелудочной железе.